# チョードリー・チャラン・シン
チョードリー・チャラン・シン (英語: haudhary Charan Singh、1902年12月23日 - 1987年5月29日) は、インドの政治家。第5代インド首相。

## 経歴
1902年にウッタル・プラデーシュ州の農民の家庭に生まれた。1929年にはインド国民会議に加わり、インド独立運動を行ったことで何度か投獄を経験している。1937年、連合州の州議会選挙に当選。1951年に、ウッタル・プラデーシュ州政府の閣僚に任命された。
1979年7月28日にインドの第5代首相に就任し1980年1月14日に退任した。
1985年11月29日に脳卒中を起こし、治療を受けたものの完全に回復することができず1987年5月28日に死亡した。